# Montezuma (rose)
Pour les articles homonymes, voir Montezuma.
‘Montezuma’ est un cultivar de rosier obtenu en Californie en 1955 par le rosiériste américain Herbert C. Swim,. Il porte le nom de l'empereur amérindien Montezuma[Lequel ?].

## Description
‘Montezuma’ est une rose moderne du groupe grandiflora provenant du croisement entre ‘Fandango’ et ‘Floradora’. Il forme un buisson de 75 à 150 cm de hauteur et de 60 à 120 cm de largeur. Les feuilles sont d'un vert plutôt foncé et semi brillant. Les boutons sont ovoïdes et les fleurs moyennement parfumées présentent une couleur délicate, mélange d'orange et de rose. Leur diamètre est de 3,75" avec 30 à 35 pétales. Les fleurs, généralement solitaires, sont bien doubles et en forme de coupe. 
La floraison a lieu à la fin du printemps avec plus tard des floraisons dispersées,.

## Origine
‘Montezuma’ a été obtenu par Herbert Swim en 1955, aux Armstrong Nurseries en Californie. C'est une rose diploïde avec comme ascendants ‘Fandango’ x ‘Floradora’,. 

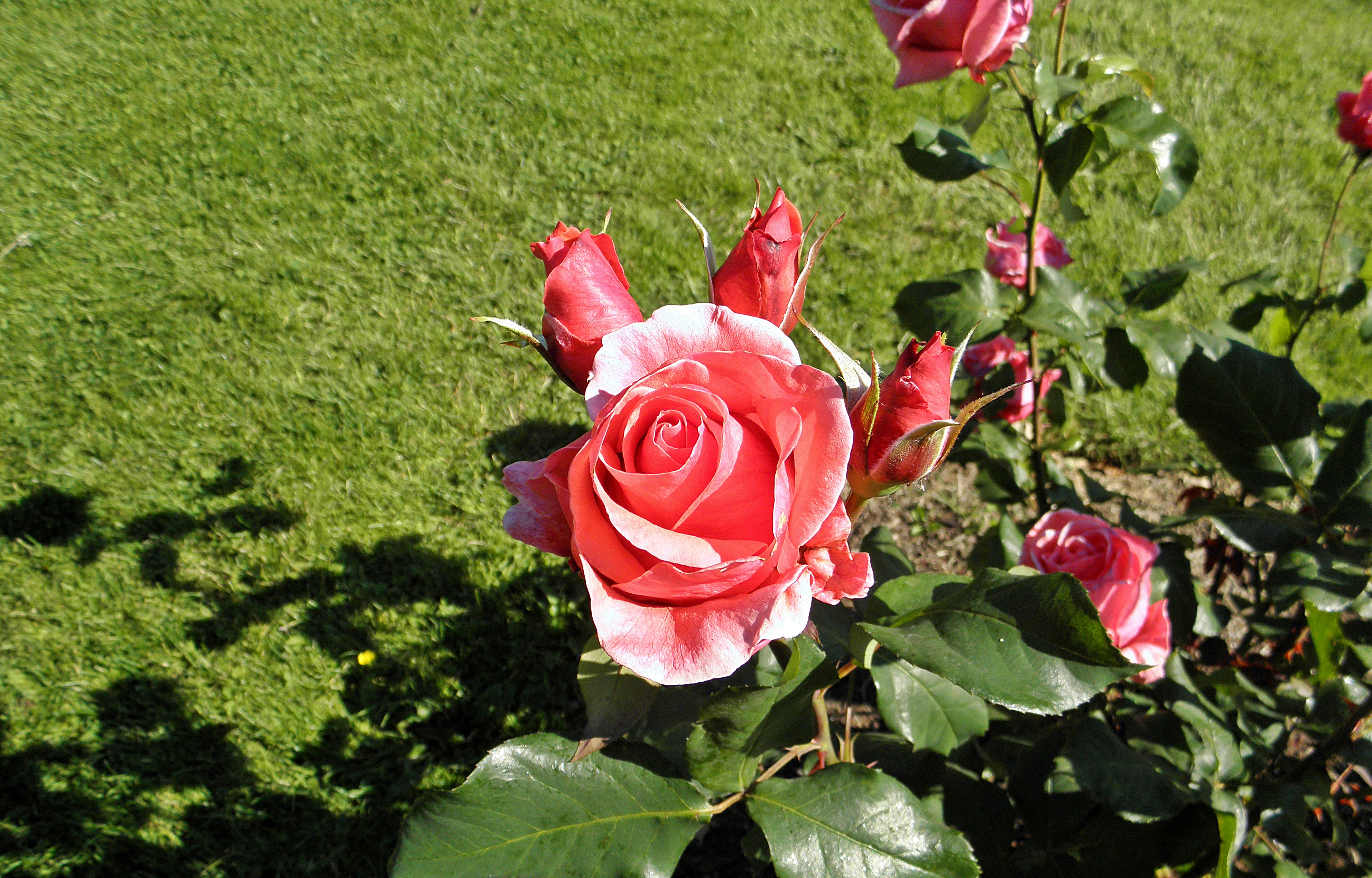
‘Montezuma’.
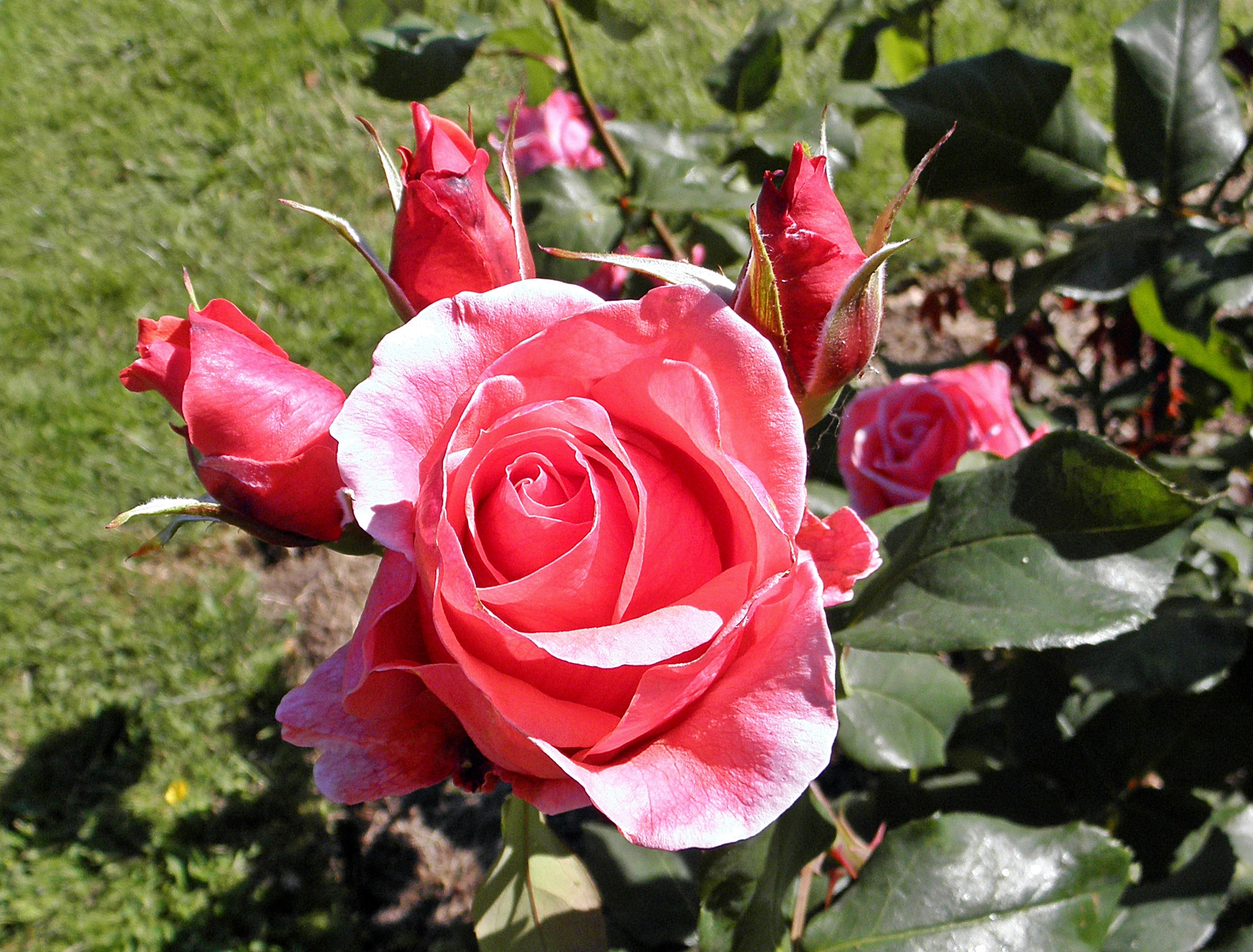
‘Montezuma’.
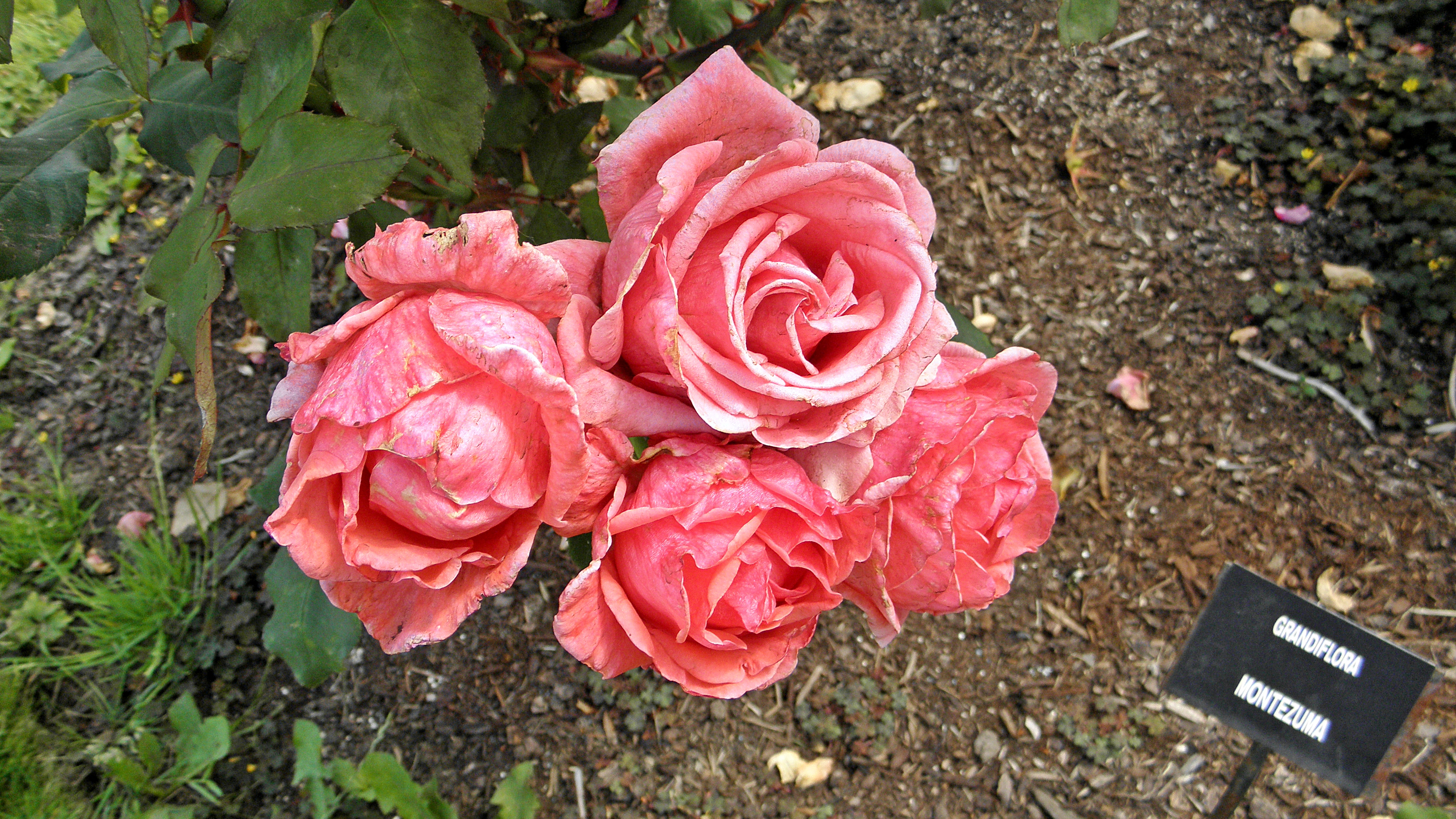
‘Montezuma’.

## Descendance
‘Montezuma’ est à l'origine de ‘Duftwolke’ (ou ‘Nuage Parfumé’) grâce au croisement avec ‘Prima Ballerina’.
Il a aussi donné naissance à ‘Rhapsody in Blue’.

## Distinctions
- Médaille d'or à Genève 1955
- RNRS Gold Medal 1956
- Portland Gold Medal 1957.